# Laura de Còrdova
Laura de Còrdova (Còrdova, ? - Còrdova, 864) va ser una dona cristiana que va viure al califat de Còrdova durant el segle IX, i que és venerada com a santa pel cristianisme.
Va néixer a Còrdova, en una família noble. Es va fer monja a Cuteclara després de la mort del seu marit, funcionari de l'emirat independent cordovès. Va arribar a ser-ne abadessa. Va proclamar en públic la seva fe cristiana i l'emir Muhammad I la va fer apressar i fuetejar. En veure que no renegava del cristianisme fou portada a ser torturada i finalment escaldada i submergida en una caldera de plom bullint. La seva festivitat és el 19 d'octubre; forma part dels Màrtirs de Còrdova.
És l'epònim de l'Estadi de Santa Laura de Santiago de Xile, i de les obres de salitre de Humberstone del nord de Xile.
Thomas Love Peacock va escriure una balada sobre Santa Laura a la seva obra Gryll Grange.